# فرنسيس كاسل
فرنسيس كاسل (بالفرنسية: Fanny Kassel)‏ هي رياضياتية فرنسية، ولدت في 1984.